# Consuelo Clark-Stewart
Consuelo Clark-Stewart (22 juillet 1860 - 17 avril 1910) est la première femme afro-américaine à exercer la médecine dans l'Ohio.
Pendant vingt ans, elle a un cabinet florissant à Youngstown, où elle traite des patients noirs et blancs. Elle était la fille de Peter H. Clark, qui est considéré comme le premier socialiste noir, et l'épouse de William R. Stewart, l'un des premiers avocats et élus noirs de l'Ohio.

## Jeunesse
Clark naît dans l'Ohio en 1861, l'un des trois enfants de Peter H. Clark et Frances Ann Williams Clark. Elle est diplômée de la Gaines High School de Cincinnati en 1879.

## Carrière
Après le lycée, Clark étudie la médecine en privé avec le Dr Elmira Y. Howard, la première femme médecin de Cincinnati. Elle obtient ensuite une place à l'école de médecine de l'université de Boston, dont elle sort diplômée en 1884 après avoir obtenu les plus hautes mentions à ses examens finaux. Elle retourne dans l'Ohio où elle travaille à l'Ohio Hospital for Women and Children. En 1890, elle épouse le jeune avocat noir William R. Stewart, qui se fait désormais appeler Dr Consuelo Clark-Stewart. Elle s'installe avec son mari à Youngstown, dans l'Ohio. Elle a ouvert un cabinet privé de médecine où elle a traité des patients noirs et blancs.
À Youngstown, Consuelo Clark-Stewart était active au sein de la YWCA et dans la création de jardins d'enfants gratuits.

## Décès
Consuelo Clark-Stewart décède le 17 avril 1910 à l'hôpital d'État de Massillon d'une anémie pernicieuse. Selon la presse, Clark souffrait également de troubles mentaux et avait été jugée folle.